# Hyundai Casper
Hyundai Casper (кор. 현대 캐스퍼) — компактный кроссовер, выпускаемый с 2021 года компанией Hyundai.

## Описание
Автомобиль Hyundai Casper впервые был показан 1 сентября 2021 года на фотографиях. Мелкосерийно автомобиль производился с 15 сентября 2021 года, серийно автомобиль производится с 29 сентября 2021 года. Автомобиль получил название Casper в честь одноимённого трюка на скейтборда. Также автомобилю присуща система ADAS. Комплектации: Smart, Modern и Inspiration.
Продажи модели Hyundai Casper начались 3 февраля 2022 года в Корее. На его базе также производится фургон. В конце 2022 года автомобиль начал продаваться в России по цене 1100000 рублей, аналогично LADA Niva Travel.

## Награды
Получил всероссийскую премию «Лучший автомобиль 2023 года» в классе «Городской автомобиль» 

## Casper Electric / Inster
27 июня 2024 года на Международной выставке мобильности в Пусане компания Hyundai представила электрическую версию Casper. Он будет продаваться как Hyundai Casper Electric в Южной Корее и как Hyundai Inster в Европе. По словам Hyundai, Inster представляет собой сочетание «интимного» и «инновационного». 
В Европе Inster будет позиционироваться между сегментами A-SUV и B-SUV.  Начиная с начала 2025 года, Hyundai планирует продавать электромобиль под названием Casper Electric в Японии и как Inster в Австралии, но о планах в США пока не объявлено. 
По сравнению с бензиновым Casper, Hyundai увеличил длину и колесную базу Casper Electric на 230 и 180 мм.  Ширина также выросла на 15 мм. 

### Силовой агрегат
Встроенный приводной модуль выпущен компанией BorgWarner.  Максимальная мощность составляет 71 кВт (95 л.с.) и 147 Нм для переднего тягового двигателя на модели стандартной линейки, а также 84,5 кВт (113 л.с.) и 147 Нм для модели Long Range. 
Casper Electric / Inster будет доступен со стандартным и дальним вариантами трансмиссии с аккумулятором емкостью 42 кВтч и 49 кВтч соответственно. Хотя в ранних сообщениях говорилось, что они будут оснащены литий-железо-фосфатом (LiFePO4), при запуске было объявлено, что вместо этого будут использоваться литий-никель-марганцево-кобальтовые батареи (NMC). Согласно стандартам WLTP , запас хода на электротяге составляет 300 км (186 миль) и 355 км (221 миль) соответственно.  На борту имеется встроенное зарядное устройство, рассчитанное на переменный ток мощностью до 11 кВт; Автомобиль также может подключаться к источнику постоянного тока мощностью до 120 кВт, при этом любая батарея будет заряжаться от 10 до 80% за 30 минут. 

## Галерея

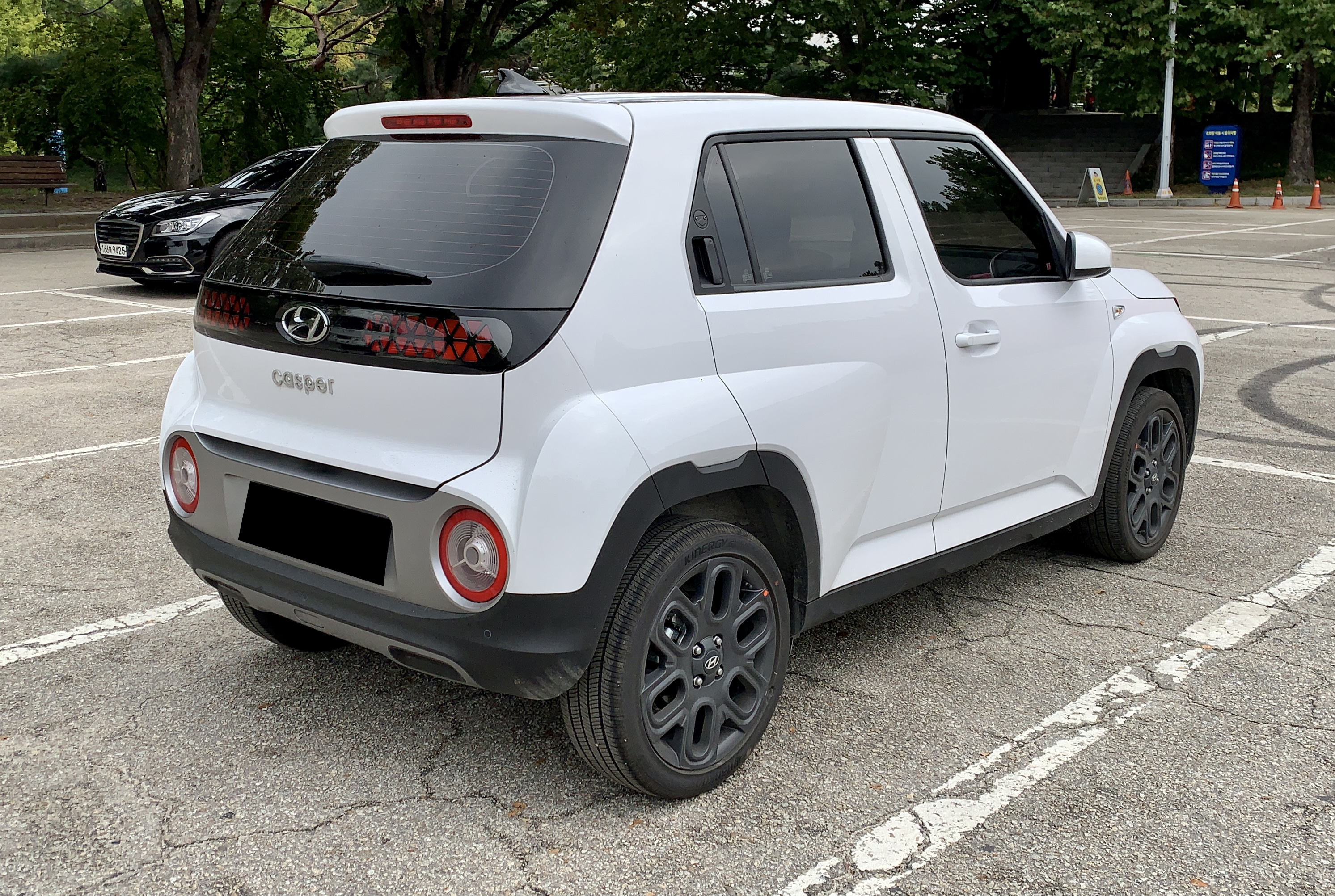
Вид сзади
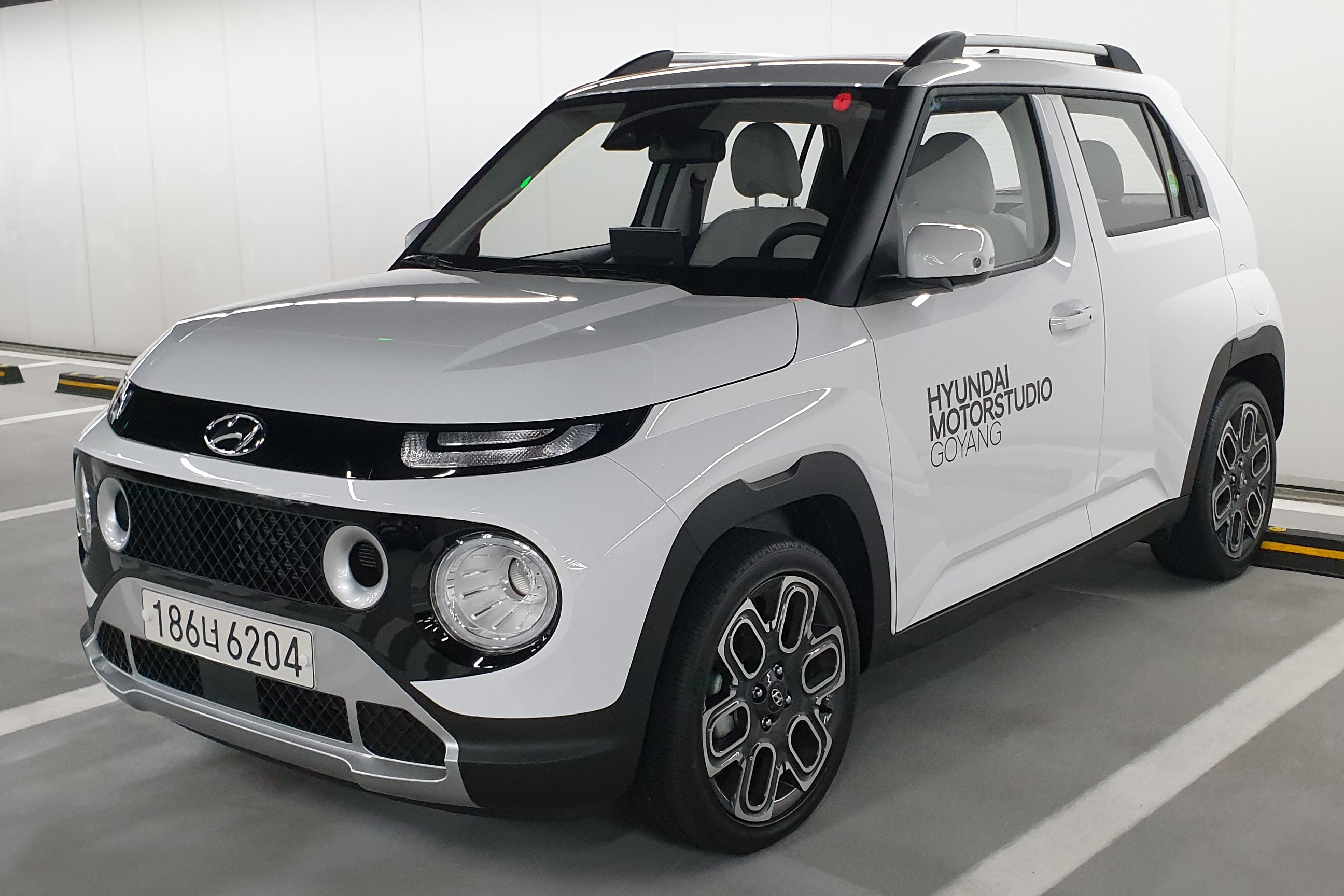
Hyundai Casper Active
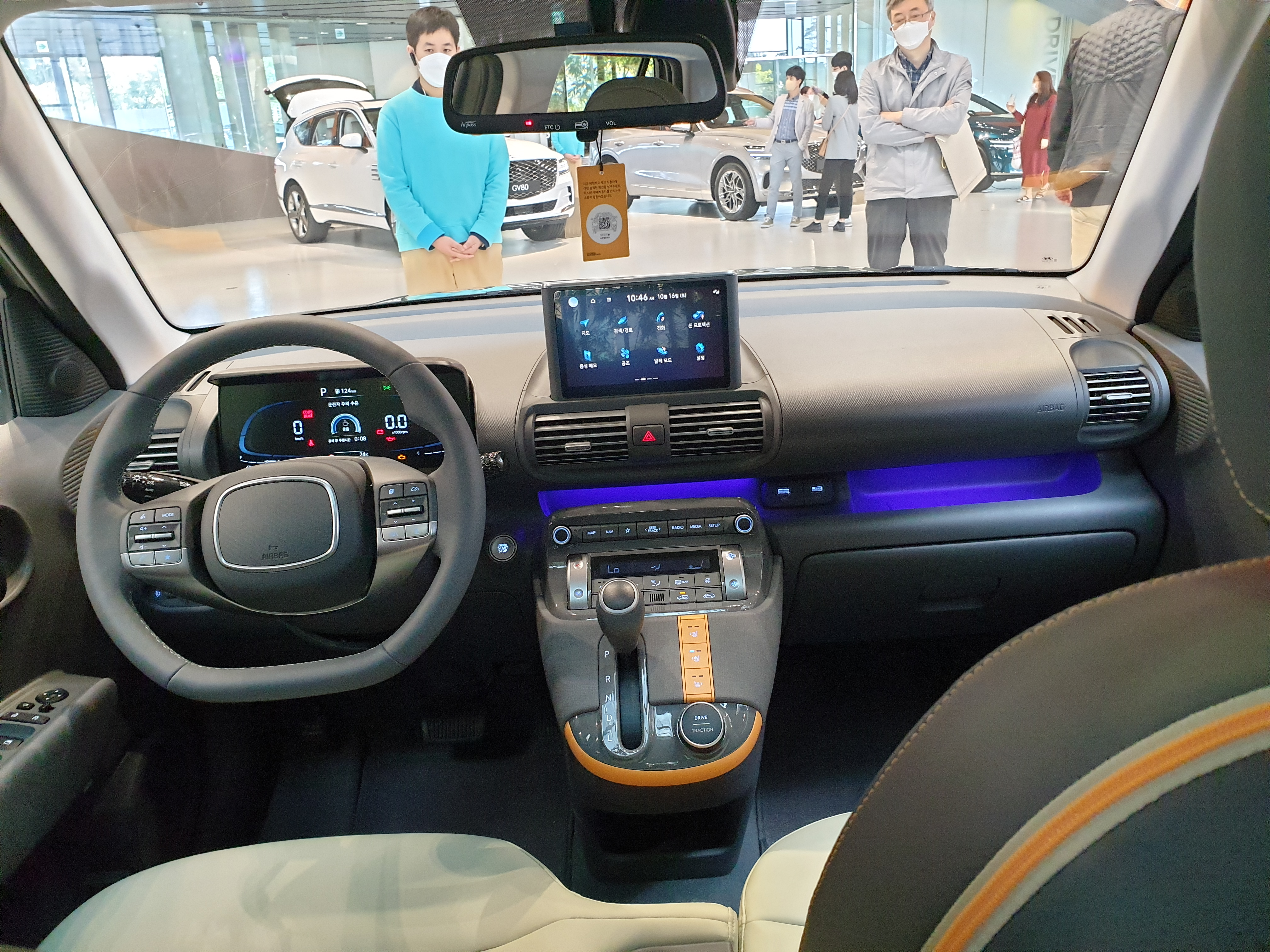
Место водителя

## Двигатели
| Модель               | Трансмиссия  | Мощность                       | Крутящий момент              |
| -------------------- | ------------ | ------------------------------ | ---------------------------- |
| Smartstream G1.0 MPi | 4-скор. АКПП | 76 л. с. при 6200 об/мин       | 95 Н*м при 3750 об/мин       |
| Kappa 1.0 T-GDi      | 4-скор. АКПП | 100 л. с. при 4500—6000 об/мин | 172 Н*м при 1500—4000 об/мин |